# Серхі Дардер
Серхі Дардер Моль (кат. і ісп. Sergi Darder Moll; нар. 22 грудня 1993 року в Арті, Іспанія) — іспанський футболіст, півзахисник «Мальорки».

## Клубна кар'єра
Дардер — випускник футбольної школи клубу «Еспаньйола». 2012 року він перейшов до резервної команди «Малаги» — «Атлетіко Малагеньйо». Влітку 2013 року після того, як велика кількість основних футболістів покинули команду, новий тренер Бернд Шустер вніс Серхі в заявку на сезон. 17 серпня в матчі проти «Валенсії» Дардер дебютував у Ла-Лізі. 31 березня 2014 року в поєдинку проти «Бетіса» Серхі забив свій перший гол за «анчоусів».
Влітку 2015 року Дардер перейшов до французького «Ліона», підписавши контракт на п'ять років. Сума трансферу становила 12 млн євро. 20 вересня в матчі проти «Марселя» Серхі дебютував у Лізі 1. 23 жовтня в поєдинку проти «Тулузи» він забив свій перший гол за «Ліон».
Влітку 2017 року Дардер на правах оренди повернувся на батьківщину до «Еспаньйола». 9 вересня у дербі проти «Барселони» він дебютував за нову команду. 1 липня 2018 року «Еспаньйол» викупив гравця у «Ліона». 7 жовтня 2018 року гравець забив свій перший гол після повернення до «Еспаньйола».

## Статистика виступів

### За клуб
Востаннє оновлено 8 березня 2020 року.
| Сезон                 | Команда               | Чемпіонат             | Чемпіонат | Чемпіонат | Національний кубок | Національний кубок | Національний кубок | Континентальні кубки | Континентальні кубки | Континентальні кубки | Інші змагання | Інші змагання | Інші змагання | Усього | Усього |
| Сезон                 | Команда               | Ліга                  | Ігор      | Голів     | Ліга               | Ігор               | Голів              | Ліга                 | Ігор                 | Голів                | Ліга          | Ігор          | Голів         | Ігор   | Голів  |
| --------------------- | --------------------- | --------------------- | --------- | --------- | ------------------ | ------------------ | ------------------ | -------------------- | -------------------- | -------------------- | ------------- | ------------- | ------------- | ------ | ------ |
| 2013–14               | «Малага»              | ПД                    | 29        | 2         | КІ                 | 1                  | 0                  | -                    | -                    | -                    | -             | -             | -             | 30     | 2      |
| 2014–15               | «Малага»              | ПД                    | 35        | 4         | КІ                 | 2                  | 0                  | -                    | -                    | -                    | -             | -             | -             | 36     | 4      |
| Усього за «Малага»    | Усього за «Малага»    | Усього за «Малага»    | 64        | 6         |                    | 3                  | 0                  |                      | -                    | -                    |               | -             | -             | 67     | 6      |
| 2015–16               | «Ліон»                | Л1                    | 26        | 2         | КФ+КЛ              | 3+2                | 1+0                | ЛЧ                   | 4                    | 0                    | -             | -             | -             | 35     | 3      |
| 2016–17               | «Ліон»                | Л1                    | 26        | 1         | КФ+КЛ              | 2+1                | 0                  | ЛЧ+ЛЄ                | 6+2                  | 0+1                  | СФ            | 1             | 0             | 38     | 2      |
| Усього за «Ліон»      | Усього за «Ліон»      | Усього за «Ліон»      | 52        | 3         |                    | 8                  | 1                  |                      | 12                   | 1                    |               | 1             | 0             | 73     | 5      |
| 2017–18               | «Еспаньйол»           | ПД                    | 35        | 1         | КІ                 | 5                  | 0                  |                      | -                    | -                    |               | -             | -             | 40     | 1      |
| 2018–19               | «Еспаньйол»           | ПД                    | 34        | 4         | КІ                 | 6                  | 1                  | -                    | -                    | -                    | -             | -             | -             | 40     | 5      |
| 2019–20               | «Еспаньйол»           | ПД                    | 35        | 2         | КІ                 | 0                  | 0                  | ЛЄ                   | 8                    | 1                    | -             | -             | -             | 43     | 3      |
| 2020–21               | «Еспаньйол»           | СД                    | 12        | 0         | КІ                 | 0                  | 0                  | -                    | -                    | -                    | -             | -             | -             | 12     | 0      |
| Усього за «Еспаньйол» | Усього за «Еспаньйол» | Усього за «Еспаньйол» | 116       | 7         |                    | 11                 | 1                  |                      | 8                    | 1                    |               | -             | -             | 135    | 9      |
| Усього за кар'єру     | Усього за кар'єру     | Усього за кар'єру     | 232       | 16        |                    | 22                 | 2                  |                      | 20                   | 2                    |               | 1             | 0             | 275    | 20     |